# Offwiller
Offwiller é uma comuna francesa na região administrativa de Grande Leste, no departamento Baixo Reno. Estende-se por uma área de 16,04 km². Em 2010 a comuna tinha 812 habitantes (densidade: 50,6 hab./km²).